# Andreea Lipară
Andreea Ștefania Dincu (n. Dincu, n. 13 iulie 1990, Constanța, România) este o handbalistă română care joacă pentru CS Dacia Mioveni 2012.

## Biografie
Andreea Dincu a debutat în handbal la vârsta de 8 ani, sub îndrumarea antrenoarei Elvira Nica, la CSȘ 1 Constanța. Handbalista a fost prima dată convocată la lotul național de către antrenorii Victor Dăbuleanu și Adrian Palko, în 2005, la echipa de cadete a României. A participat cu echipa Romaniei la Campionatul European de Handbal Feminin pentru Junioare Slovacia 2007, unde aceasta s-a clasat pe locul al patrusprezecelea și la Campionatul European de Handbal Feminin Open 2008, unde s-a clasat pe locul al șaselea. În 2009, a fost componentă a echipei de tineret a României care s-a clasat pe locul al patrusprezecelea la Campionatul European de Handbal Feminin pentru Tineret din Ungaria.
Prima echipă de senioare pentru care a evoluat a fost CSM Slobozia în Divizia A sezonul 2008–2009. În 2009 se transferă la echipa din orașul natal CS Tomis Constanța, cu care participă în Cupa Cupelor ediția 2010–2011.
A făcut parte din selecționata universitară a României, antrenată de Ioan Băban și Simona Maior Pașca, care a devenit vicecampioană mondială la Campionatul Mondial Universitar 2012 din Brazilia.
După ce CSU Neptun Constanța retrogradează la finele sezonului 2011–2012, se transferă la SCM Craiova, iar în vara lui 2013 se alătură echipei CSM Ploiești. La sfârșitul sezonului 2014–2015, se transferă la HCM Roman, cu care va ajunge în optimile Cupei EHF 2015–2016. În 2016 se transferă la HC Dunărea Brăila. Cu echipa brăileană va participa în Cupei EHF ediția 2016-2017. După un sezon la HC Dunărea Brăila, în 2017, Andreea Dincu se  transferă la CS Minaur Baia Mare. După doi ani în care a evoluat pentru echipa băimăreană, Andreea Dincu a anunțat la sfârșitul sezonului 2018–2019 că se retrage, dar în ianuarie 2020, a semnat cu CS Dacia Mioveni 2012.
Andreea Dincu a fost cerută de soție, înainte de startul meciului CSM Ploiești-HC Dunărea Brăila din 12 februarie 2015. Evenimentul s-a derulat sub privirile sutelor de spectatori din Sala „Olimpia” după un plan pus la cale de Nicolae Lipară, iubitul handbalistei, care a venit de la Constanța alături de câțiva prieteni și, beneficiind și de complicitatea oficialilor ploieșteni, și-a surprins iubita cu o cerere în căsătorie inedită. Cei doi s-au căsătorit în iunie 2016.
Andreea Dincu a absolvit Facultatea de Limbi Străine, Secția de Limbi Moderne Aplicate din cadrul Universității Ovidius din Constanța.

## Palmares
- Liga Națională:
  -  Medalie de argint: 2017
  -  Medalie de bronz: 2010

- Cupa României:
  -  Medalie de argint: 2016

- Cupa Cupelor:
  - Turul 3: 2011

- Cupa EHF:
  - Optimi: 2016
  - Turul 3: 2017

- Campionatul Mondial Universitar:
  -  Medalie de argint: 2012